# Gordon Rugg
Gordon Rugg, né en 1955 à Perth en Écosse, est un linguiste britannique.

## Biographie
Gordon Rugg est diplômé de français et de linguistique, et également docteur en psychologie. Il a effectué ces deux cursus à l'université de Reading. Il a par ailleurs travaillé comme bûcheron, sur des fouilles archéologiques, et comme maître-assistant d'anglais.
Il s'est fait connaître du grand public en 2004 en tentant de démontrer que le manuscrit de Voynich serait un faux, un canular d'époque.
Il enseigne à l'université de Keele, près de Manchester, la modélisation des connaissances.